# Óscar Bonfiglio
Oscar Bonfiglio Martínez (5 de octubre de 1905-14 de enero de 1987) fue un militar y futbolista mexicano que jugaba en la posición de portero. Jugó para el Club Deportivo Marte y la Selección Jalisco.
Bonfiglio se inició y casi siempre jugó con equipos auspiciados por el Ejército Mexicano. Primero fue el Guerra y Marina que cambió su nombre por Son Sin y posteriormente dio nacimiento al antiguo Marte. Al desaparecer el Marte, Oscar se retiró jugando una temporada con el Asturias y en el año de 1938 jugó su último partido con el América.
Jugó los Juegos Olímpicos de 1928 y el Mundial de 1930 con la Selección de fútbol de México. No tuvo un muy buen debut en los juegos olímpicos de Ámsterdam, ya que el 30 de mayo de 1928 en el estadio olímpico, cuando México enfrentó a la selección de España fue eliminado por un severo marcador de 7 a 1.
Fue el primer portero en recibir un gol en la historia de la Copa Mundial de Fútbol, y este fue del francés Lucien Laurent.También se convirtió en el segundo portero en parar un penal (el primero fue el francés Thepot minutos antes en el duelo contra Chile) al detener el tiro del argentino Fernando Paternoster (aunque todo indica que el balón se colocó en la línea del área grande y no en el manchón), entonces especialista en la ejecución de tiros de pena máxima.
Como militar llegó a ser General de División del Ejército Mexicano, y tras su retiro como jugador llegó a ser entrenador del Club Deportivo Guadalajara en la temporada 1938-1939, de la Selección Jalisco en 1940, del Fabril de la factoría "Dávalos Hermanos", del Puebla FC y del Club Deportivo Irapuato en la década de 1950s, entre otros equipos. También es el padre del actor mexicano Oscar Morelli y abuelo del también actor mexicano Oscar Bonfiglio.
En 1982 fue añadido al Salón de la Fama del Deportista Sonorense.

## Participaciones en Copas del Mundo
| Mundial                        | Sede    | Resultado    |
| ------------------------------ | ------- | ------------ |
| Copa Mundial de Fútbol de 1930 | Uruguay | Primera Fase |